# 佐久川寛賀
佐久川 寛賀（さくがわ かんが、生没年不詳。 1786年 - 1867年、ほか複数説あり。）は、沖縄県の琉球王国時代の武術家。
現代の空手の源流の一つである唐手（とうで、琉球方言でトゥーディー、トーディー）の祖にあたり、唐手佐久川（とうでさくがわ、トゥーディー・サクガァー）とあだ名された。「彼（佐久川）の後には彼はなく、後世の世に称せられる人で、力量その他の点において、彼の右に出るほどの人はなかった」（本部朝基）と讃えられる唐手（とうで）の大家である。

## 経歴

### 生い立ち

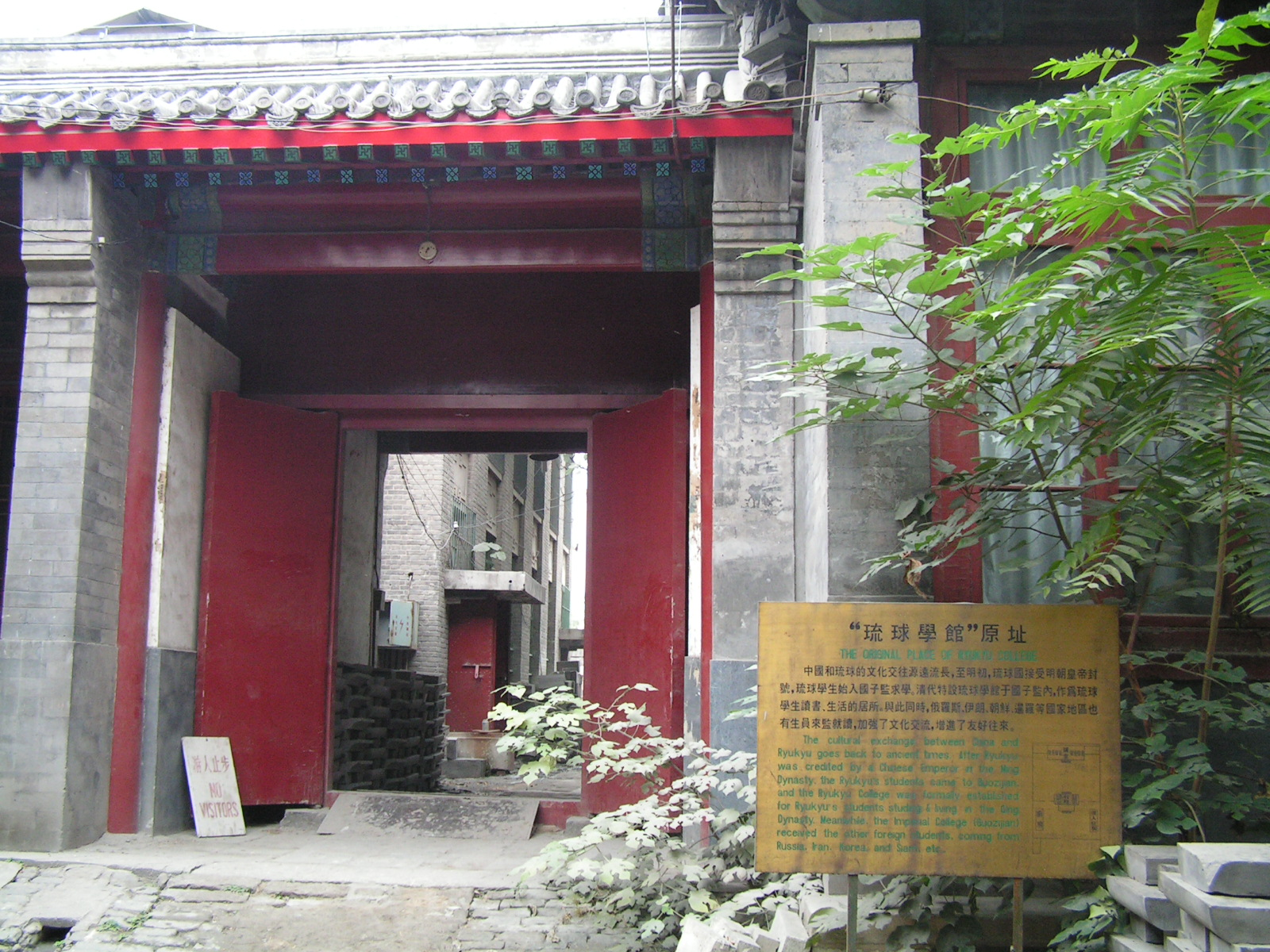
北京の琉球学館跡

佐久川寛賀は旧姓を照屋といい、正確な生年は不明で複数説があるが、およそ18世紀後半に首里赤田村（現・那覇市首里赤田町）に生まれた（鳥堀村との説もあり）。称号は筑登之親雲上（チクドゥンペーチン）、あだ名は、唐手佐久川と呼ばれた。易氏・浦添親方寛安から数えて九世にあたるとされる首里士族である。

### 武歴
佐久川が、最初誰に師事したかは明らかではない。18世紀に来琉したとされる中国拳法家・公相君に師事したとの口碑もあるが、公相君が来琉したとされる1756年は、佐久川が生まれたとされる幾つかの説では佐久川の誕生以前の来琉になり、実際に師事できたかは疑わしい。他に、久米村の唐名・毛国棟・嵩原通事安執に師事したと説く研究者もいるが、明確な証拠があるわけではない。実際のところは不明である。
佐久川は20代（30代とも）の頃、中国へ渡ったとされる。この時の航海途中、佐久川が乗った船は海賊に襲われたが、佐久川は棒を使って海賊を退治したとの武勇伝が伝えられている。佐久川は、北京で勉学に励む傍ら中国武術を修行したとされる。佐久川の師匠は、武術教官の「イワァー」だったともいわれるが、真偽ははっきりしない。一説には、佐久川はその後も数度、進貢船の乗員として北京へ渡り、最後は1836年に渡航し、北京滞在中の1837年、病のため北京で客死したとされる。遺骨は北京の外蛮墓地に葬られた。これは戦前、子孫が現地に行って確認してきたという。しかし、近年ではこれに対して異論も出ており、佐久川が北京で死亡した事実はなく、1838年にはまだ八重山在番を勤めるなど健在だったとの指摘も出ている。
帰国していた時期に佐久川は、幼少の頃より学んだ沖縄固有の武術「手（ティー）」に、北京で学んだ中国武術を融合させて独自の武術を創造したと考えられている。ただし、これが今日の空手の原型にあたるかは不明であり、意見の別れるところである。佐久川はその武技から「唐手佐久川」とあだ名されるが、この「唐手」は「カラテ」ではなく「トーディー」と読むものであり、「中国（唐）の武術（手）」を表す言葉であった。これはつまり、佐久川が「中国武術の使い手」として認識されていた事を意味しており、カラテの祖が佐久川であるという事を示すものではない。唐手（カラテ）は糸洲安恒が学校教育への導入を目指した際につけた呼び名であるが、佐久川の唐手（トーディー）とは意味合いが異なる。従って一般に空手の歴史を語る際、師弟関係から見れば、佐久川を空手の祖として見る事もできるが、中国武術とは異なる「カラテ（唐手、空手）」としての祖を考える場合には、佐久川は「空手の創始者」というよりは「中国拳法の使い手、導入者」として見る方が正確であるなど、意見が分かれる。
なお、沖縄県には「佐久川の棍」という棒術が伝えられているが、これは佐久川寛賀の作という説と別人の説という二つの説がある。

### 晩年
1835年、八重山在番となり、同時に佐久川の名島（姓）を賜り、佐久川寛賀と称するようになったとされる。佐久川の弟子は、伝承では松村宗棍が弟子だったといわれる。